# Aserbaidschanisch-deutsche Beziehungen
Die aserbaidschanisch-deutschen Beziehungen können auf eine lange Geschichte zurückblicken, obwohl sich die Motive der Beziehung zwischen Aserbaidschan und Deutschland im Laufe der Zeit geändert haben.
Bereits Anfang des 19. Jahrhunderts wanderten Deutsche in das Staatsgebiet des heutigen Aserbaidschan aus, um der Armut und dem Hunger in Deutschland zu entfliehen. Heutzutage finden vor allem deutsche Wirtschaftsunternehmen Anreize, um sich in Aserbaidschan niederzulassen. Ursprung des wirtschaftlichen Interesses ist in den meisten Fällen der Reichtum an Bodenschätzen in der Region bzw. das damit erwirtschaftete und im Umlauf befindliche Kapital. Schließlich ist Aserbaidschan durch seine Lage zwischen Europa und Asien und an den Erdgas- und Erdölvorkommen am Kaspischen Meer ein großer geopolitischer Faktor. Diese Tatsache rückt Aserbaidschan ins internationale politische und wirtschaftliche Interesse. Nicht nur die einstigen Konfliktparteien im Kalten Krieg loten ihren Einfluss auf das, erst seit 1991 unabhängige, Aserbaidschan aus. So schreibt Zbigniew Brzeziński, der als polnisch-amerikanischer Politologe US-Präsidenten in der Außenpolitik beraten hat:

„Ein unabhängiges Aserbaidschan kann dem Westen den Zugang zu dem an Ölquellen reichen Kaspischen Becken und Zentralasien eröffnen. Umgekehrt würde ein unterworfenes Aserbaidschan bedeuten, daß Zentralasien von der Außenwelt abgeriegelt wird und somit politisch dem russischen Druck nach einer Wiedereingliederung ausgesetzt sein könnte.“

Auf Basis dieses Zitats lässt sich nachvollziehen, welche Vorteile eine gute bilaterale Beziehung zwischen dem Westen und Aserbaidschan bieten kann. Es lässt sich aber auch erkennen, welche Risiken eine Vernachlässigung der Beziehung birgt.

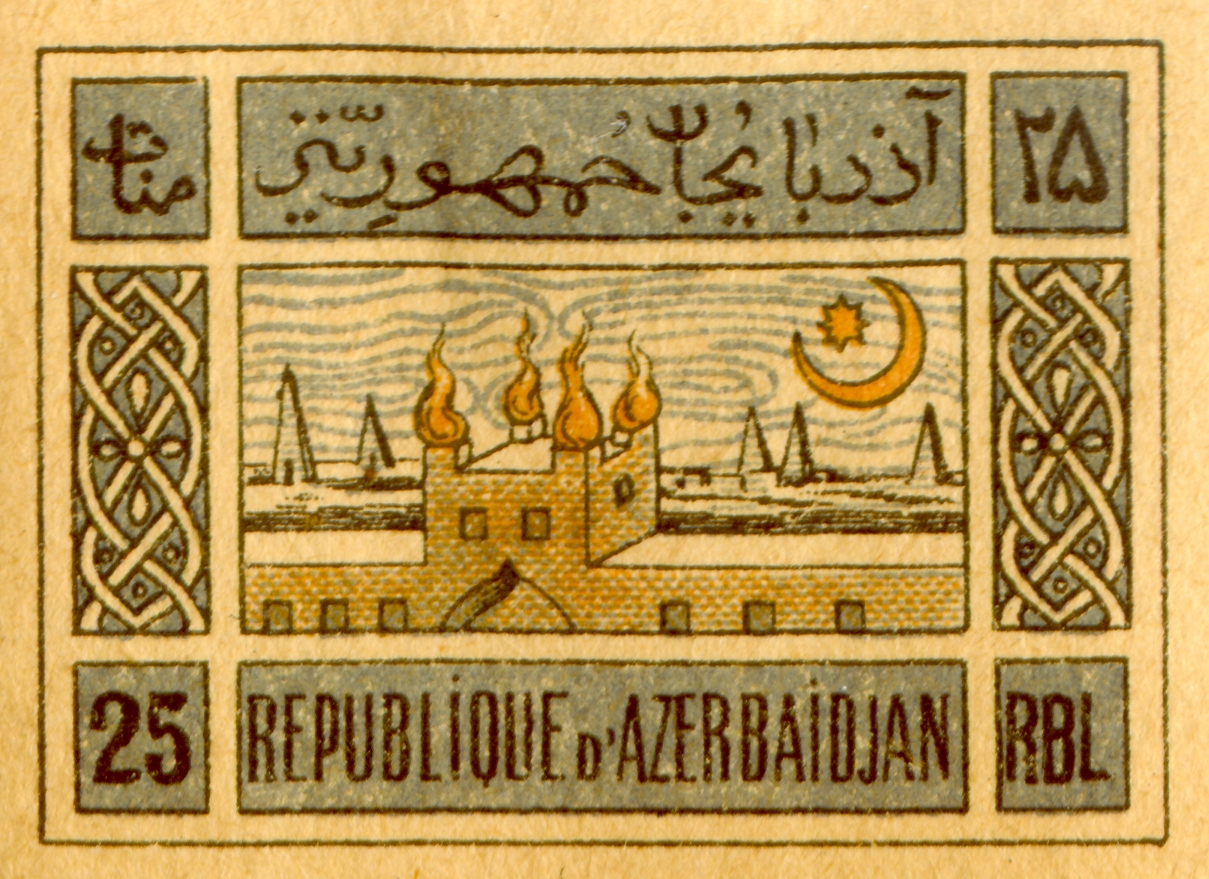
Eine Briefmarke von 1919 mit der Abbildung des Ateschgah von Baku

Traditionell ist Aserbaidschan sehr eng an Russland gebunden. Das Land ging am 28. Mai 1918 als Demokratische Republik Aserbaidschan aus dem russischen Reich hervor. Bereits 23 Monate später wurde es zu einem Teil der Sowjetunion. Erst 1991 erlangte es erneut seine Souveränität.
Seitdem gelingt Aserbaidschan der politische Spagat, einerseits die Beziehung zu Russland im Norden aufrechtzuerhalten, als auch andererseits das bilaterale Verhältnis zu anderen, meist westlich geprägten Ländern zu stärken. Die aserbaidschanischen Ziele liegen dabei auf der Hand: Man ist bestrebt, sich als eigenständiges Land zu manifestieren und von Russland unabhängiger zu werden. Gleichzeitig weiß man aber auch um die Macht Russlands und möchte den einstigen Bruderstaat nicht verärgern. Die Staaten der EU, in welcher Deutschland als eine der stärksten wirtschaftlichen und politischen Staaten eine wegweisende Führungsrolle zukommt, können die von Aserbaidschan gesuchte wirtschaftliche und politische Unabhängigkeit bieten. Die EU und somit Deutschland als Teil der Staatengemeinschaft versucht durch die Partnerschaft zu Aserbaidschan die eigene Abhängigkeit von der Energieversorgung durch Russland einzudämmen.
Bereits heute ist Aserbaidschan Deutschlands sechstgrößter Öllieferant. Aber auch Aserbaidschan profitiert durch die zunehmende Diversifizierung der eigenen Wirtschaft, welche aus der europäischen und deutschen Unterstützung sowie aus Investitionen deutscher Unternehmen resultiert.

## Geschichte der aserbaidschanisch-deutschen Beziehungen
Der deutsche Forschungsreisende Engelbert Kaempfer (1651–1716) besuchte bereits im 17. Jahrhundert das Gebiet des heutigen Aserbaidschan. Am 17. Dezember 1683 erreichte er Schemacha, Hauptstadt der damals noch unter iranischer Herrschaft stehenden Region Schirwan. Den dortigen einmonatigen Aufenthalt nutzte Kaempfer zur Besichtigung der Erdölquellen Fontes Naphta von Badkubeh (heute Baku), die er als erster Europäer erkundete und genauer beschrieb. Noch heute erinnern Ausstellungstafeln im Museum von Baku an den Besuch Kaempfers.

### Deutsche Siedlungen des 19./20. Jahrhunderts auf dem Land und Industrialisierung in Baku

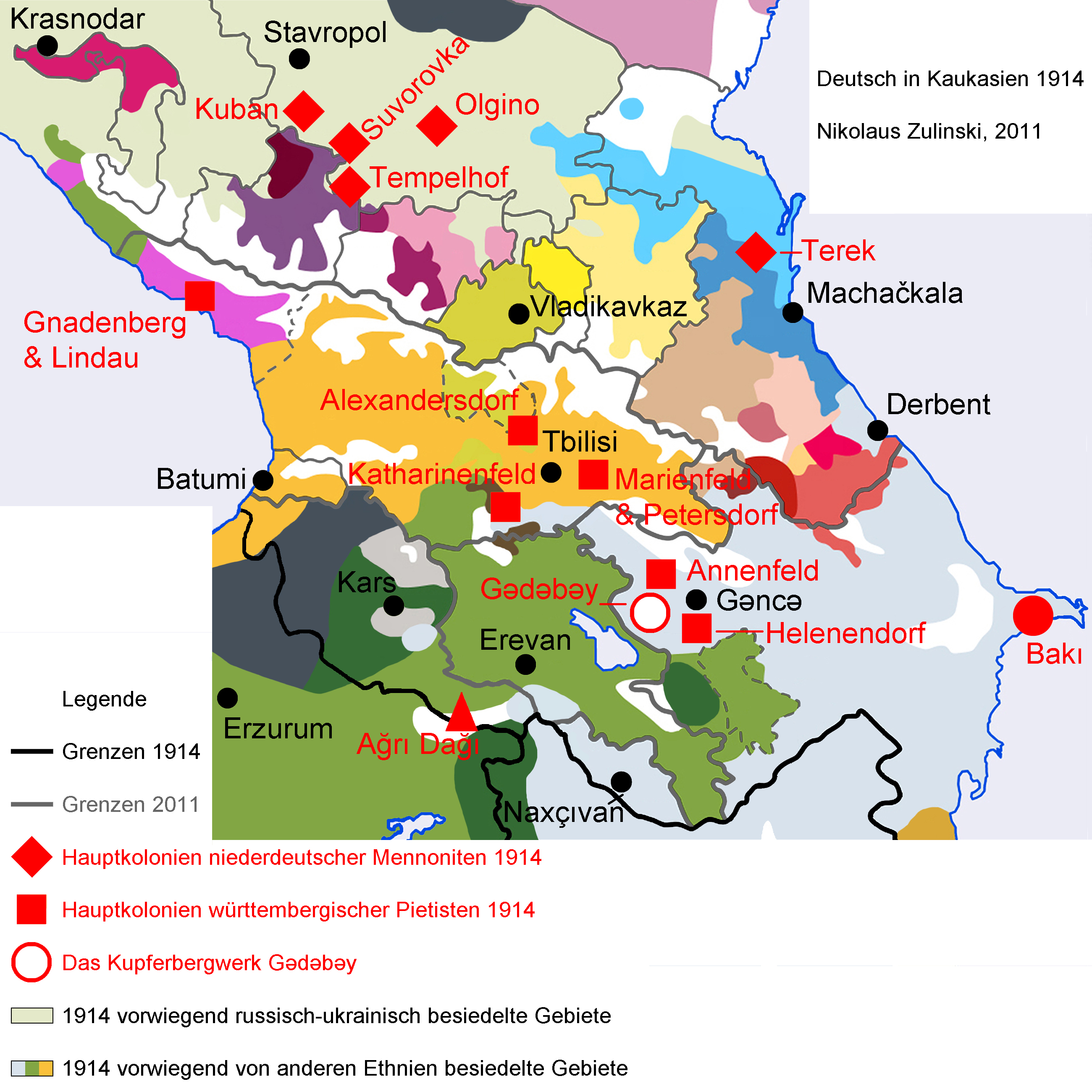
Deutsche Siedlungen in Kaukasien 1914

In Deutschland war der Beginn des 19. Jahrhunderts eine Zeit voller Armut und Hunger. Zahlreiche Familien suchten deshalb eine neue Heimat, in der sie überleben und wirtschaften konnten.
Der damalige Zar des russischen Reiches, Alexander I., lud die Deutschen in sein Land ein, um sich dort ein neues Leben aufzubauen. Hunderte Familien, vor allem aus dem Schwabenland, machten sich auf die Reise. Die erste deutsche Kolonie im heutigen Aserbaidschan war 1818 Alt Katharinenfeld (wurde 1819 wieder aufgegeben), eine weitere kurz darauf auf der anderen Seite des Flusses Schamchor in Annenfeld. Helenendorf, das heutige Göygöl, wurde 1819 von 194 schwäbischen Familien gegründet. Sie kamen über den Nordkaukasus und Tiflis in die Region, wo Helenendorf zur größten deutschen Siedlung wurde. 1857 wurde dort die erste evangelisch-lutherische Kirche errichtet. Viele Winzer waren in den deutschen Siedlungen tätig. Deutsche Siedler haben an der Geschichte des Weinbaus der Region somit einen großen Anteil.
Anfang des 20. Jahrhunderts bildeten sich die ersten deutschen Genossenschaften, wie zum Beispiel die Genossenschaft „Hilfe“, die zur Herstellung von Wein und Cognac diente und in Helenendorf ansässig war. Deutsche Namen wie Hummel, Vohrer und Votteler wurden zum Inbegriff für Qualitätsprodukte. Hummel und Vohrer waren bekannt für ihren Wein, Votteler für die Manufaktur von Pferdewagen. Ebenfalls in Helenendorf wurde später auch die erste Installation einer elektrischen Lichtanlage im heutigen Aserbaidschan durch die Berliner Firma AEG durchgeführt.
Zwischen 1888 und 1914 entstanden sechs weitere deutsche Gemeinden: Georgsfeld (1888), Alexejewka (1902), Grünfeld sowie Eichenfeld (1906), Traubenfeld (1912) und Jelisawetinka (1914). In den 1920er Jahren kamen die deutschen Dörfer Marxowka und Kirowka hinzu. Ihre Gründer stammten aus den Ursprungsgemeinden um Helenendorf und Annenfeld. In den 1920er-Jahren gab es mehrere deutschsprachige, kommunistische Zeitungen, die auch staatliche Unterstützung erfuhren, darunter etwa Lenins Weg und Bauer und Arbeiter.
Sie machten die fruchtbare Vorgebirgssteppe urbar. Ab 1860 konzentrierten sie sich auf den Weinbau. Ende des 19. Jahrhunderts wurde 58 % des Weins im Gouvernement Elisabethpol von den Gebr. Vohrer und den Gebr. Hummel aus Helenendorf hergestellt.
Den Menschen ging es gut; sie integrierten sich schnell. Sie betrieben Landwirtschaft auf traditionelle Weise. Mit ihrem Erfolg schufen sie schnell Arbeitsplätze. Zu dieser Zeit wurde besonders Baku, heute die Hauptstadt Aserbaidschans, durch die deutsche Kultur und Lebensweise geprägt. Dies geschah wesentlich durch Nikolaus von der Nonne. Der deutschstämmige Ingenieur prägte von 1889 bis 1902 als Bürgermeister der Stadt Baku die Entwicklung der Stadt. Aufgrund der Landflucht erlebte Baku zu dieser Zeit ein enormes Wachstum. Auch durch die Förderung des Energiesektors verhalf er der Stadt damals zu mehr Wohlstand.
Seit der Zarenzeit wurde in der Region Kedabeg Gold abgebaut. Das Kupferbergwerk in Kedabeg wurde 1864 von den Brüdern Carl und Werner von Siemens gekauft, auf Vorschlag ihres mit dem Bau der Telegraphenleitungen im Kaukasus beauftragten Bruders Walter. Es wurde – unter Überwindung mancher Schwierigkeiten – als von der Firma Siemens & Halske getrenntes Privatgeschäft betrieben, zeitweise unter persönlicher Leitung der jüngeren Brüder Walter und Otto Siemens. Werner von Siemens besuchte Kedabeg dreimal in den Jahren 1865, 1868 und 1890. Er konstruierte eigens Schmelzöfen, die mit Naphtha betrieben wurden, weil das Holz der umliegenden Wälder trotz Wiederaufforstung zur Neige ging. Hierzu ließ er Mannesmann-Röhren verlegen, mit denen die aus Baku angelieferte Naphtha zum hochgelegenen Bergwerk hinaufgepumpt wurde. In diesem Zusammenhang beteiligte er sich 1890 an der Gründung der Deutsch-Österreichischen Mannesmannröhren-Werke AG in Berlin. Der Abbau in Kedabeg wurde inzwischen eingestellt.

### Erster Weltkrieg, Zwischenkriegszeit, Zweiter Weltkrieg & seine Folgen
Im Ersten Weltkrieg (1914–1918) entstand für die Kaukasus-Deutschen die schwierige Situation, dass das Land ihrer Vorfahren, Deutschland, gegen ihre gegenwärtige Heimat, Russland, kämpfte. Nach der Bildung unabhängiger Republiken im Südkaukasus nach 1917 schlossen sich die deutschen Kolonisten zum Transkaukasischen Deutschen Nationalrat mit Sitz in Tiflis zusammen, der die Deutschen in den Republiken Aserbaidschan und Georgien verband. Nach dem Ersten Weltkrieg versprach die junge aserbaidschanische Regierung den Deutschen einen sicheren Abgeordnetensitz im Parlament. Dies wurde im „Gesetz über die Bildung des Aserbaidschanischen Parlaments“ verankert. Mit dem Einmarsch der Roten Armee und ihrer Machtübernahme 1920 verloren die Deutschen neben ihrem Besitz auch ihre zuvor erworbenen Rechte und Privilegien. Zur Kompensation ihrer Verluste bildeten einige Familien Produktionskollektive. Das bekannteste, weil erfolgreichste Kollektiv war die „Concordia“. Mit zunehmendem Erfolg wurde diese Vereinigung mit Sanktionen belegt und schließlich vollständig verboten. Die deutsche Sprache wurde aus Klassenzimmern und Städtenamen verbannt. Nach der Eingliederung Georgiens und Aserbaidschans in die Sowjetunion wurde Helenendorf in Xanlar umbenannt. In den 1930er Jahren waren die deutschen Kolonisten im Kaukasus in besonderem Maße politischen Verfolgungen ausgesetzt. 1935 wurden 600 Deutsche aus Aserbaidschan nach Karelien deportiert.
Während des Zweiten Weltkrieges schickten aserbaidschanische Ölarbeiter 75 Millionen Tonnen Öl an die Front, was über drei Viertel des gesamten in der UdSSR produzierten Öls ausmachte. Die Republik produzierte insgesamt 130 Arten von Waffen, Munition und Ausrüstung.
1941 lebten in der Aserbaidschanischen Sozialistischen Sowjetrepublik mehr als 23.000 Kolonisten. Im gleichen Jahr siedelte Stalin alle Kaukasiendeutschen, die nicht mit Einheimischen verheiratet waren, innerhalb weniger Monate nach Kasachstan und Sibirien um. Grundlage war eine Verordnung des Staatlichen Verteidigungskomitees „Über die Aussiedlung der Deutschen, die das Gebiet der Georgischen, Armenischen und Aserbaidschanischen Sowjetrepubliken bewohnen“ vom 8. Oktober 1941. Über 45.000 Kaukasiendeutsche wurden zwischen dem 15. Oktober und 12. November 1941 deportiert. Die Häuser der deutschen Siedler wurden an Migranten aus anderen Regionen Transkaukasiens vergeben.
Im Verlauf des Zweiten Weltkriegs setzten deutsche Truppen 1942 alles daran nach Baku vorzudringen. Für Deutschland waren die Ölvorräte um das Kaspische Meer strategisch entscheidend. Gegenüber Feldmarschall Erich von Manstein sagte Adolf Hitler: „Wenn wir das Öl bei Baku nicht kriegen, ist der Krieg verloren.“ Somit lag 1942 der Fokus der deutschen Offensiven im Rahmen der Fall Blau genannten Operation auf der Eroberung des Kaukasusgebietes.
Der 5. SS-Panzer Division „Wiking“ gelang es zwar am 9. August 1942 Maikop einzunehmen, die eigentlichen Ziele, die Felder bei Grosny und vor allem Baku wurden jedoch nie erreicht. In Maikop machte sich die speziell dafür geschaffene Technische Brigade Mineralöl (TBM) sofort an Reparaturarbeiten der dortigen Ölanlagen, was jedoch nur zu einem verschwindend geringem Teil gelang. Dies lag vor allem daran, dass die Rote Armee beim Rückzug die Anlagen zerstört und die Felder Maikops in Brand gesetzt hatte.
Die Überdehnung der Front und nicht ausgeglichene Verluste sowie die Niederlage von Stalingrad gefährdeten die gesamten Truppen im Kaukasus. Deshalb musste der Kaukasus im Januar 1943 vollständig geräumt werden um eine Einkesselung zu verhindern, damit mussten auch die Ölfelder von Maikop geräumt werden. Die misslungene Operation trug zur endgültigen Wende des Krieges bei.
Nur wenige Kaukasiendeutsche kehrten in der Nachkriegszeit in den Kaukasus zurück. Bis 1955 war es ihnen verboten, Zentralasien und Sibirien zu verlassen.
1979 waren von den einst 20.000 Deutschen nur noch knapp 1000 Menschen in Aserbaidschanischen Sozialistischen Sowjetrepublik verblieben. Weitere Deutschstämmige zogen nach dem Zerfall der Sowjetunion nach Deutschland.

### Bilaterale kulturelle Einflüsse
Im folgenden Abschnitt werden die aktuellen gegenseitigen kulturellen Einflüsse der Staaten Aserbaidschan und Deutschland thematisiert.

#### Dede Korkut in Sachsen

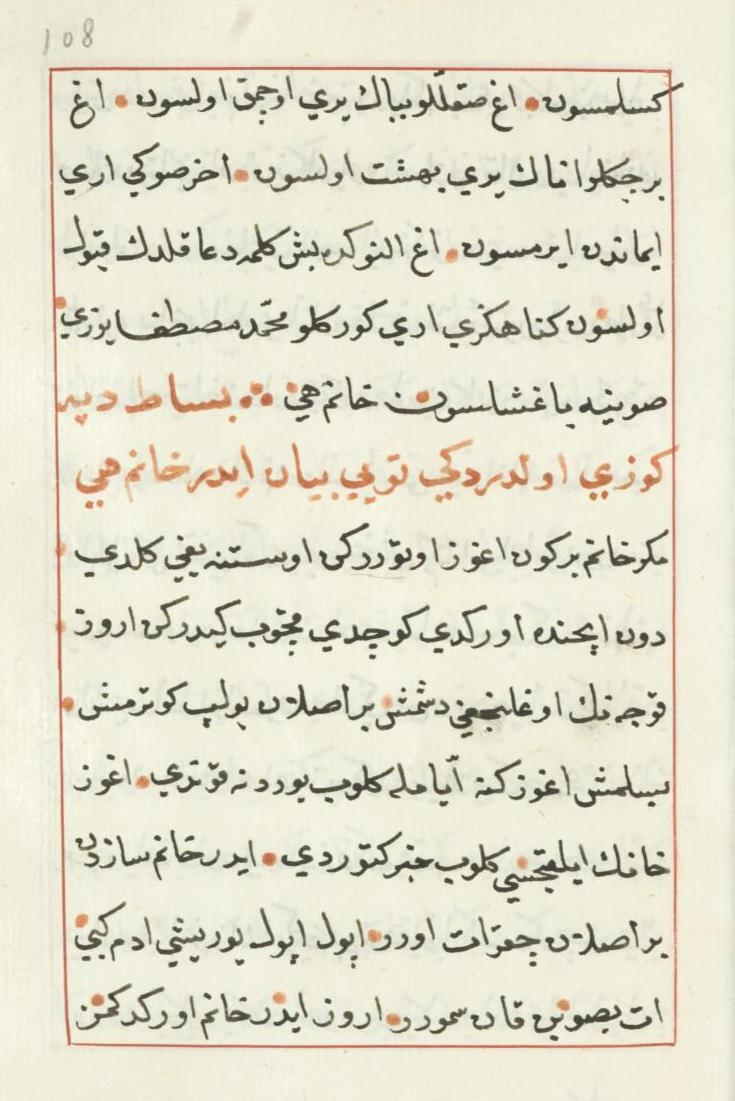
Ein Kitab-i Dedem Korkut Manuskript aus der Königlichen Bibliothek in Dresden. Dies kündet davon, wie Basat den Təpəgöz tötete. (basaṯ depę gözi öldürdügi toyï (=boyï) beyān ėder ḫānum hey)

Das einzig vollständige Manuskript des von den Aserbaidschanern als Nationalepos betrachteten Werks Dede Korkut bewahrt die Sächsische Landesbibliothek – Staats- und Universitätsbibliothek Dresden.

#### Goethe und Nezāmi
Über den in Gəncə geborenen persischen Dichter Nezāmi urteilte Goethe, er sei der „Lehrer aller Dichter“.

#### Friedrich von Bodenstedt und Mirza Schaffy Wazeh
Der aus Peine stammende Schriftsteller Friedrich von Bodenstedt (1819–1892) reiste 1843 nach Tiflis, wo er durch den Dichter Mirzə Şəfi Vazeh (1794–1852) in die Sprachen der Kaukasusregion eingeführt wurde. 1846 kehrte er nach Deutschland zurück. Seine Lieder des Mirza Schaffy (1851) waren ein großer Erfolg, sie erlebten nach der Erstveröffentlichung (mit Übersetzungen) über 160 Auflagen. Ludwig Ammann kommt in einer statistischen Auswertung zu dem Ergebnis, dass Die Lieder des Mirza Schaffy die erfolgreichste und populärste orientalistische Veröffentlichung des 19. Jahrhunderts überhaupt war. Zuerst erschienen sie als „Hegire“ aus den Wirren des Jahres 1848 in dem Buch Tausend und ein Tag im Orient (1850), in dem Bodenstedt seine Reiseerlebnisse in Kaukasien und Armenien schildert. In der Liedersammlung Aus dem Nachlasse Mirza Schaffys (1874, 17. Auflage 1891) erklärt Bodenstedt die Entstehung seiner Gedichte.
Bodenstedt hatte anfangs ja den Eindruck erweckt, er habe Gedichte (oder „Lieder“, wie er sie nannte) von Vazeh übersetzt, hat diese Aussage unter öffentlichem Druck aber später zurückgenommen und eingestanden, die „Lieder“ tatsächlich selber gedichtet zu haben (bis auf ganz wenige Verse, die vielleicht Nachdichtungen orientalischer Originale sind, die aber nicht unbedingt von Vazeh stammen müssen).

#### Lev Nussimbaum und die deutsche Orientbegeisterung
Der in Baku aufgewachsene Lew Abramowitsch Nussimbaum (1905–1942) lebte teilweise zeitweise in Berlin und veröffentlichte unter den Pseudonymen Essad Bey und Kurban Said die in Deutschland „meist gelesenen Orient-Bücher der 1920/30er Jahre“. Aufgrund der beginnenden NS-Herrschaft lebte er bis zu seinem Lebensende in Österreich bzw. Italien.

#### Popkultur am Rhein & am Kaspischen Meer
Den in Düsseldorf stattfindenden Eurovision Song Contest 2011 gewann der von Ell & Nikki vorgetragene aserbaidschanische Beitrag Running Scared. Somit stand als Austragungsort des folgenden Wettbewerbs 2012 Baku als Austragungsort fest. Zu diesem Anlass stand das Land am Kaukasus besonders im Fokus der Weltöffentlichkeit und somit wurde auch die prekäre Menschenrechtslage Aserbaidschans in Deutschland thematisiert.

#### Deutsches Kulturerbe
Auch heute noch sind die ehemals deutschen Siedlungen geprägt von der Herkunft ihrer einstigen Bewohner. Mit Hilfe von Spenden wurden alte Gebäude und Kirche saniert, sodass diese wieder genutzt werden können. Hierdurch kann die bilaterale Kulturbeziehung in diesen Städten präsentiert werden.
In den 90er Jahren wurde zum Beispiel das Kapellhaus in Baku restauriert. Daraufhin bildete sich 1997 der „Deutsch-aserbaidschanische Kulturverein Kapellhaus“. In diesen Räumlichkeiten finden mit der finanziellen Unterstützung des Goethe-Instituts Kulturveranstaltungen sowie Ausstellungen und Filmabende statt.

#### Deutsch als Fremdsprache in Aserbaidschan
Nach Russisch und Englisch ist Deutsch heute die wichtigste Fremdsprache in Aserbaidschan. Sie wird an ca. 230 Schulen unterrichtet. Seit 1998 existiert ein deutscher Lesesaal mit ca. 8000 Medien an der Fremdsprachenuniversität in Baku. 2009 eröffnete das Sprachlernzentrum, an welchem die 23.000 Deutschlernenden beste Möglichkeit der Entfaltung finden. Seit 2015 gibt es zudem an der Slawischen Universität in Baku ein Germanistikinstitut, an dem 300 Studenten studieren. Es gibt vier Schulen und Hochschulen der Partnerschulinitiative, die jährlich einen Austausch für Schüler und Lehrer anbieten. Zudem fördern mehrere Stiftungen die gemeinsame Forschung. Führend sind hierbei der Deutsche Akademische Austauschdienst und die Alexander-von-Humboldt-Stiftung.

#### Städtepartnerschaftliche Beziehungen
Städtepartnerschaftliche Beziehungen werden zwischen Ludwigshafen und Sumqayıt sowie zwischen Baku und Mainz gepflegt.

#### Kulturjahr 2008
Im Jahr 2008 zeigte Aserbaidschan mit der Veranstaltung eines Kulturjahres der deutschen Bevölkerung, dass es touristisch und kulturell vielfältige Möglichkeiten bietet. Finanziert wurden die Veranstaltungen im Wesentlichen vom aserbaidschanischen Kulturministerium. Wandernde Ausstellungen und Konzerte, aber auch Feste zeigten den Menschen in ganz Deutschland die Vielfalt und Schönheit der Kultur unter dem Motto „Land des Feuers“.

#### Berliner Stadtschloss
Die Haydar-Aliyev-Stiftung förderte den Wiederaufbau des Berliner Stadtschlosses im Jahr 2011 mit 50.000 Euro.

## Politische Beziehungen

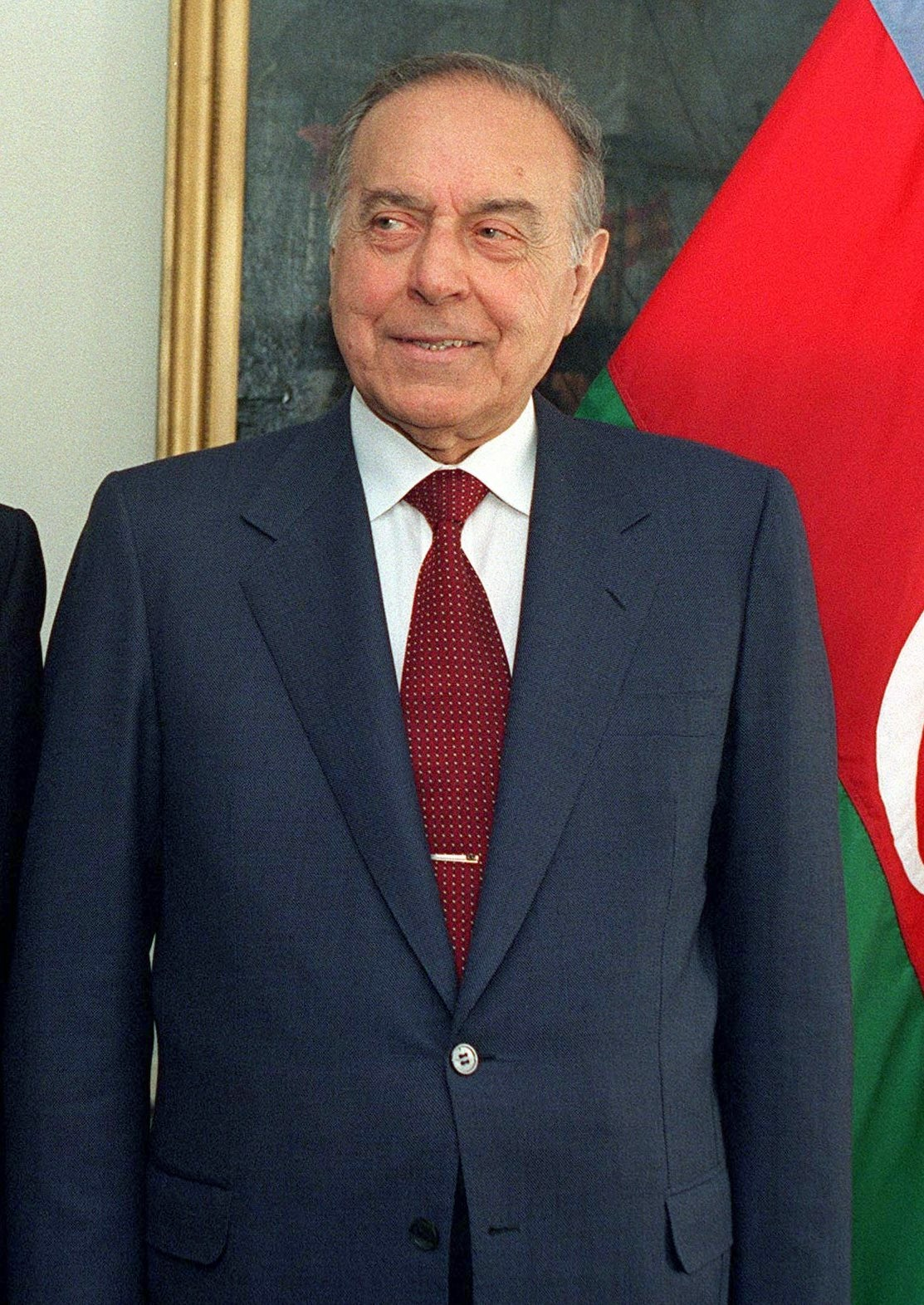
Heydər Əliyev 1997

Mit Erhalt der Souveränität Aserbaidschans waren umfangreiche diplomatische Beziehungen zwischen Deutschland und Aserbaidschan erstmals möglich. So unterhält Aserbaidschan seit 1992 eine Botschaft in Berlin. Auch Deutschland besitzt eine Botschaft in Baku.
Der Staatsbesuch des deutschen Außenministers Klaus Kinkel in Baku am 22. Dezember 1995 war Grundstein der bilateralen Beziehung. Im Rahmen dieses Treffens besiegeln Kinkel und der Außenminister Aserbaidschans, Hasan Hasanow, die Beziehung zwischen den beiden Staaten zunächst temporär auf Basis der existierenden sowjetisch-deutschen Verträge. Zum Zweck einer weiteren Annäherung an Europa unterzeichnete Außenminister Hasanov am 22. April 1996 das Abkommen über Partnerschaft und Zusammenarbeit mit der Europäischen Union. Dies war ein weiterer Schritt Aserbaidschans in Richtung Unabhängigkeit von Russland.
Die außenpolitische Ausrichtung des dritten Staatspräsidenten Aserbaidschans, Heydər Əliyev, fokussierte sich auf die Intensivierung der neuen Beziehung. Während seines ersten Staatsbesuchs in Deutschland vom 1. bis 4. Juli 1996 unterzeichnete er umfangreiche Verträge mit dem deutschen Bundeskanzler Helmut Kohl. Unter anderem wurde eine Kooperation zur Zusammenarbeit auf den Sektoren Bildung und Technik vereinbart. Weitere Staatsbesuche vertieften die Zusammenarbeit und trugen dazu bei, dass Aserbaidschan 2004 in die Europäische Nachbarschaftspolitik aufgenommen wurde. Damit wurde nochmals ein Meilenstein in Richtung Europa erreicht.
Auch der aserbaidschanische Präsident İlham Əliyev, Sohn des ein Jahr zuvor abgelösten Heydər Əliyev, besuchte im August 2004 den deutschen Bundeskanzler Gerhard Schröder. Dieser versicherte Əliyev, Aserbaidschan bei der Findung einer friedlichen Lösung im Konflikt um Bergkarabach zu helfen. Auch die OSZE wurde von Gerhard Schröder zur Teilnahme an der Konfliktlösung angeregt. Im Jahr 1993 reiste der Vorsitzende der kaukasischen Kommission des Bundestags Willy Wimmer nach Aserbaidschan erklärte während seiner Reise in Aserbaidschan: Wer mit Gewalt die Grenzen verändern will, muss wissen, dass Deutschland sie auf diesem Weg niemals unterschtützen wird.
Neben Absichtserklärungen zu einer friedlichen Konfliktlösung schlossen Schröder und Əliyev noch weitere wirtschaftliche Abkommen. Unter den ratifizierten Verträgen war auch das Doppelbesteuerungsabkommen.

### Kaviar-Diplomatie

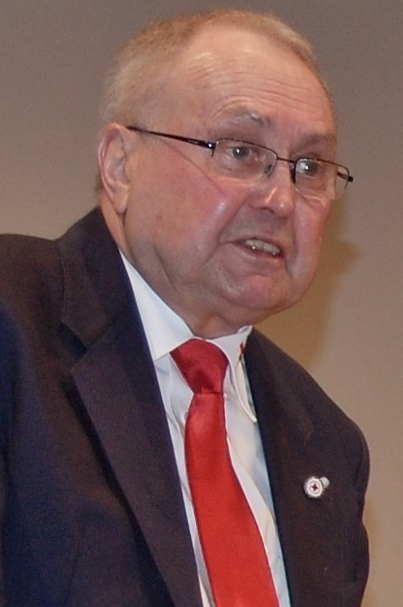
Eduard Lintner (2013)

Die Europäische Stabilitätsinitiative (ESI) enthüllte in einem Bericht aus dem Jahre 2012 mit dem Titel „How Azerbaijan silenced the Council of Europe“ (zu Deutsch: Wie Aserbaidschan den Europarat zum Schweigen brachte), wie seit Aserbaidschans Eintritt in den Europarat jedes Jahr 30 bis 40 EU-Abgeordnete auf Reisen nach Aserbaidschan eingeladen und mit Gastgeschenken, darunter teurem Kaviar (Kilopreis 1400 Euro), wertvollen Seidenteppichen, Gold, Silber und mit hohen Geldbeträgen überhäuft werden. Auch zahlreiche deutsche Politiker, an vorderer Stelle der ehemalige MdB Eduard Lintner (CSU) oder die MdB Karin Strenz (CDU), ließen sich luxuriöse Reisen nach Baku finanzieren und fungierten als Gegenleistung als Lobbyisten im Durchsetzen der Interessen der aserbaidschanischen Regierung, was als „Aserbaidschan-Affäre“ bekannt wurde. Neben der ESI kritisierte ebenfalls die Antikorruptionsorganisation Transparency International die als „Kaviar-Diplomatie“ bezeichnete Vorgehensweise Aserbaidschans. Auch das Deutsch-Aserbaidschanische Forum setzt sich für aserbaidschanische Interessen in Deutschland ein.

### Europarat-Vorsitz 2014

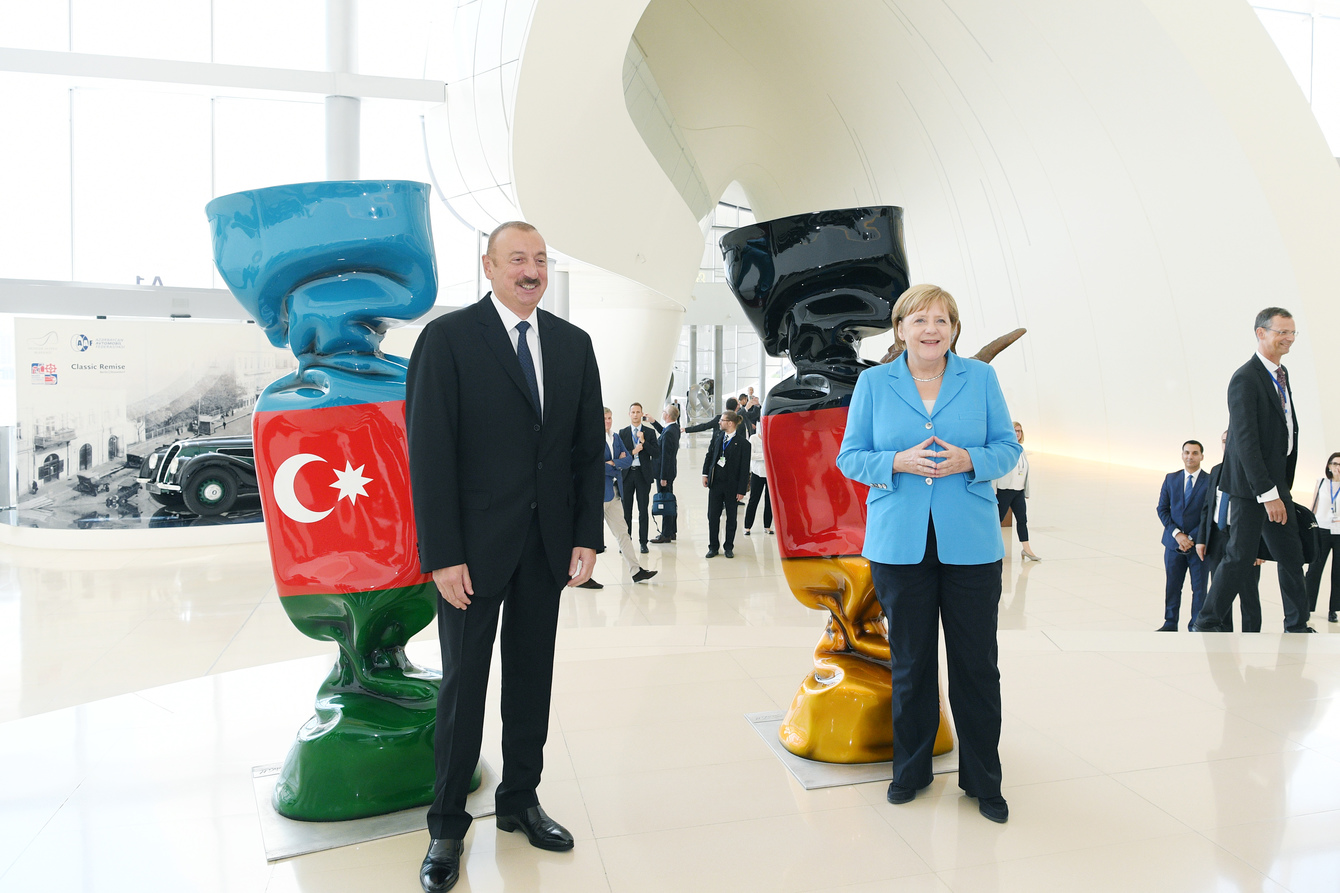
İlham Əliyev und Angela Merkel in Baku, 2018

Am 14. Mai 2014 übernahm Aserbaidschan für sechs Monate den Vorsitz des Europarats. Da der Europarat unter anderem den sozialen Fortschritt fördern soll, löste die Vergabe dieses Amtes eine Debatte über die Einhaltung der Menschenrechte in Aserbaidschan aus. Auch Deutschland sieht sich in der Pflicht, Aserbaidschan auf seine Defizite bei der Einhaltung der Menschenrechte hinzuweisen. Dies ist sowohl durch den deutschen Außenminister Frank-Walter Steinmeier bei seinem Staatsbesuch in Baku im Oktober 2014 als auch durch Bundeskanzlerin Angela Merkel beim Empfang des Präsidenten İlham Əliyev in Berlin im Januar 2015 geschehen.

### Visabestimmungen
Deutsche Staatsbürger benötigen zur Einreise nach Aserbaidschan ein Visum. Ebenso können aserbaidschanische Staatsangehörige nur mit einem Visum in Deutschland einreisen.

### Gemeinsame Mitgliedschaft in internationalen Organisationen
Aserbaidschan und Deutschland sind Mitglieder der Europäischen Bank für Wiederaufbau und Entwicklung, des Europarats, des Internationalen Währungsfonds, der NATO-Partnerschaft für den Frieden, der Organisation für Sicherheit und Zusammenarbeit in Europa, der Vereinten Nationen sowie der Weltbank.
Aserbaidschan erhält im Rahmen der Europäischen Nachbarschaftspolitik (ENP) vor allem finanzielle und wirtschaftliche Unterstützung durch die Europäische Union. Wirtschaftlich betrachtet ist Aserbaidschan ein wichtiger Partner der EU, denn die EU-Staaten sind größter Abnehmer aserbaidschanischen Erdöls.
Der parlamentarische Kooperationsausschuss zwischen der EU und Aserbaidschan, dem beiderseitig hochrangige Politiker angehören, hält einen Beitritt Aserbaidschans zur EU für möglich.

## Bilaterale Wirtschaftsbeziehungen

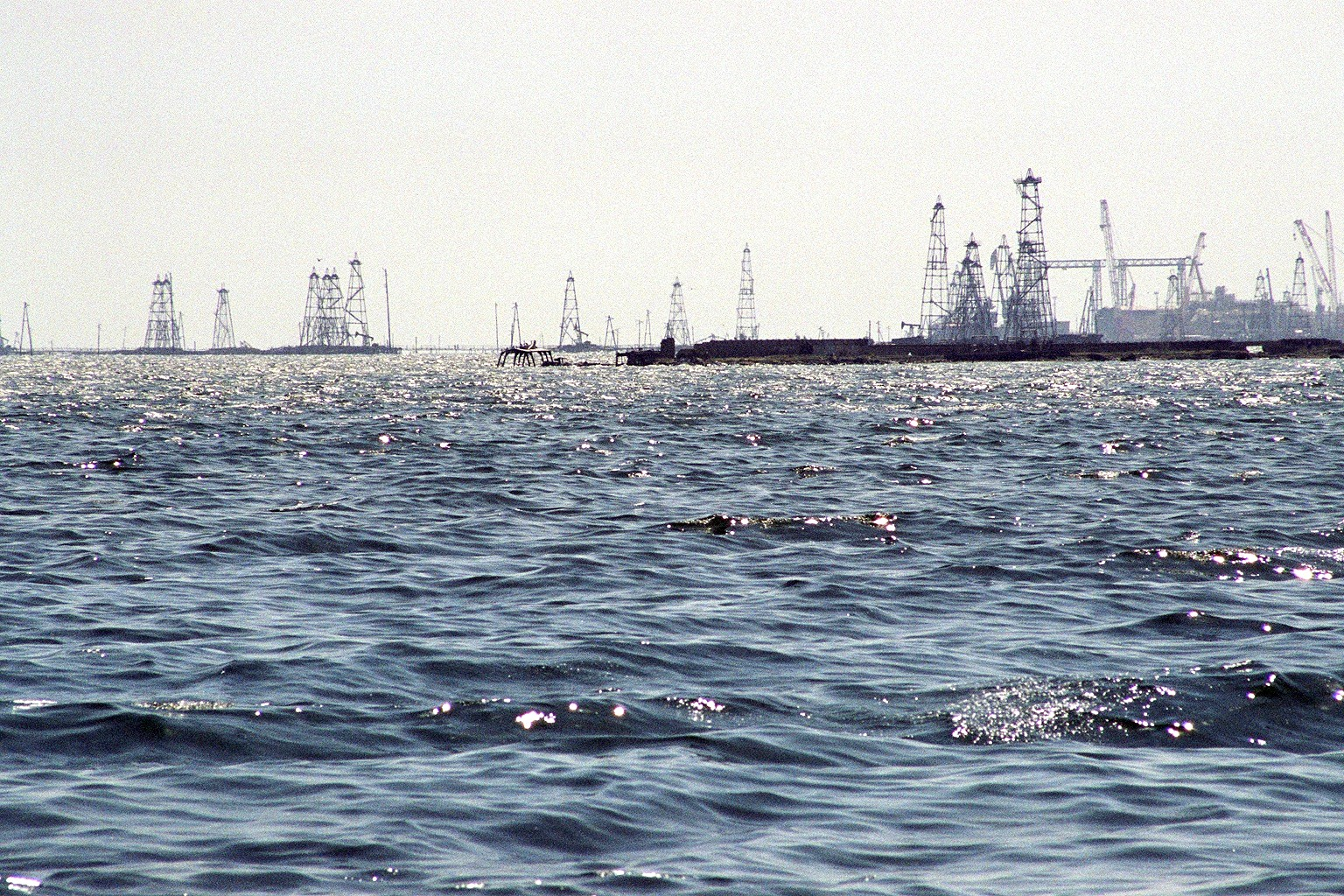
Der aserbaidschanische Bohrinsel-Archipel im Kaspischen Meer Neft Daşları – Bild der Anlagen von 2005

Im Jahr 2011 betrug das bilaterale Handelsvolumen zwischen Aserbaidschan und Deutschland 2,3 Milliarden Euro. Deutschland exportierte vor allem Maschinen und Kraftfahrzeuge mit einem Gesamtvolumen von 847 Millionen Euro. Damit lag Deutschland bei den Ländern, aus welchen Aserbaidschan importierte, auf Platz drei. Der deutsche Import aus Aserbaidschan wiederum, hatte ein Volumen von rund 1,5 Milliarden Euro. Dies macht Aserbaidschan zu einem der wenigen Länder, mit denen Deutschland ein Handelsbilanzdefizit erwirtschaftet. Der Import nach Deutschland bestand zu 99 % aus Erdöl. Damit ist Aserbaidschan Deutschlands sechstgrößter Erdöllieferant.
Generell ist Deutschland von russischen Gas- und Ölimporten abhängiger als andere Mitgliedsstaaten der EU. Gesamthaft werden 98 % des Erdöls und 75 % des Erdgases importiert. Die Erdölimporte aus Aserbaidschan sind heute über bestehende Pipelines möglich und diversifizieren das deutsche Ölangebot. Weder Fördermöglichkeiten noch Umfang der Liefermengen sind bislang ausgereizt. Problematischer ist die Lage beim Erdgas: Hier wird von einer Verknappung des Angebots ausgegangen. Ursache für die Prognose sind die versiegenden Vorkommen in der Nordsee. Zu der Abhängigkeit von Russland kommen weitere Abhängigkeiten von instabilen Importstaaten außerhalb der EU. Aufgrund dessen ist Deutschland schon lange, aber insbesondere seit dem russisch-ukrainischen Gaskonflikt, um eine höhere Diversität seiner Gasimporte bemüht. Durch Gasimporte aus dem Kaspischen Meer, vor der Küste von Aserbaidschan, wäre die Stabilität der Versorgung in ganz Europa garantiert. Das derzeit geförderte Gas wird aber lediglich auf die Märkte der anliegenden Staaten exportiert, da sich die Infrastruktur für den Export in die EU noch in der Planung bzw. im Bau befindet. In absehbarer Zukunft soll aber die geplante Gastrasse „Südlicher Korridor“ von den Gasfeldern im Kaspischen Meer über die transanatolische Pipeline TANAP bis zur transadrianischen Pipeline TAP aserbaidschanisches Gas nach Deutschland fördern.
Von dem Erdgas und Erdöl profitiert neben den Nationen Aserbaidschan und Deutschland auch diverse deutsche Unternehmen. So ist Deutschlands größtes öl- und gasproduzierendes Unternehmen Deminex an dem staatlichen aserbaidschanischen Ölkonzern SOCAR beteiligt. Der größte Energiekonzern Deutschlands E.ON macht in Aserbaidschan ebenfalls Geschäfte und ist an dem Ausbau der Gaspipelines beteiligt.
Aber nicht ausschließlich Unternehmen im Energiesektor, sondern insgesamt mehr als hundert deutsche Unternehmen sind inzwischen in Aserbaidschan in den Sektoren Landwirtschaft, Banken, Gesundheit und Bau tätig. Auch am Bau des 2012 eröffneten Crystal-Palace, in dem später der Eurovision Song Contest in Baku stattfand, waren über 500 deutsche Fachkräfte und mehrere deutsche Baufirmen beteiligt.

### Verkehrswege

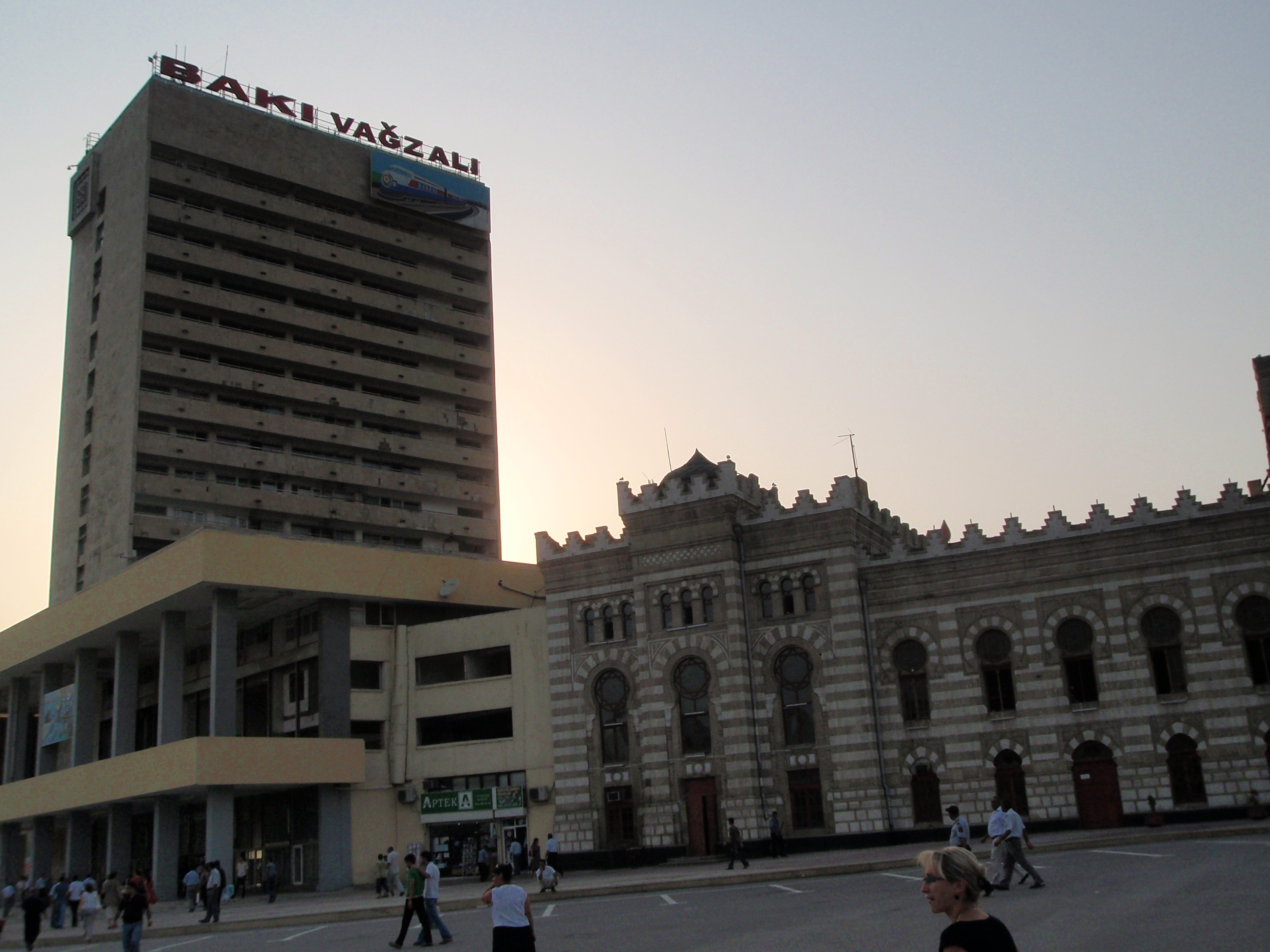
Bahnhof von Baku.

Straßenverbindungen führen u. a. über die Ukraine und Russland oder über die Türkei und Georgien. Zu beachten ist bei allen Reisearten, dass die armenisch-aserbaidschanische Grenze aus politischen Gründen geschlossen ist.
Bahnverbindungen bestehen von Deutschland mit Umstieg in Moskau. Aus der russischen Hauptstadt gibt es eine Direktverbindung über Wolgograd, Astrachan und Machatschkala nach Baku (Reisezeit knapp 55 Stunden).
Aus dem ukrainischen Kiew gelangt man mit einem Umstieg in Charkov in ca. 60 Stunden nach Baku.
Direktflüge existieren zwischen dem Flughafen Baku und Berlin bzw. Frankfurt. Für Umsteigeverbindungen kommen u. a. Russland und die Türkei in Betracht.
Der Hafen Bakus ist über das Kaspische Meer, die Wolga, den Wolga-Ostsee-Kanal und die Newa mit der Ostsee und damit mit deutschen Häfen verbunden.
Im Rahmen der Europäischen Union beteiligt sich Deutschland am Verkehrskorridor Europa-Kaukasus-Asien. Es handelt sich um ein Verkehrs- und Kommunikationsprojekt, das Europa und Mittelasien verbinden und als „Neue Seidenstraße“ die west-östlichen Wege der historischen Großen Seidenstraße wiederbeleben soll.

### Außenhandelskammer
Bereits 1999 vertrat der Deutsch-Aserbaidschanische Wirtschaftsverband Unternehmen aus beiden Ländern vor Ort und beriet sie bei ihren Entscheidungen. Als wichtiger Schritt zur Festigung der wirtschaftlichen Beziehungen zwischen Deutschland und Aserbaidschan gilt die am 14. März 2012 durch Bundesaußenminister Guido Westerwelle und seinen aserbaidschanischen Kollegen Elmar Mammadyarov in Baku begründete Außenhandelskammer, die aus dem ursprünglichen Deutsch-Aserbaidschanischen Wirtschaftsverband hervorging.
Am 12. November 2012 wurde die Außenhandelskammer in der Hauptstadt Baku eröffnet. Ihr gehören etwa 120 deutsche und aserbaidschanische Firmen als Mitglieder an.

### Förderprogramme
- Am 12. Oktober 2009 unterzeichneten das Bundesministerium für Wirtschaft und Energie und das Ministerium für wirtschaftliche Entwicklung der Republik Aserbaidschan eine gemeinsame Erklärung über die Zusammenarbeit bei der Fortbildung aserbaidschanischer Führungskräfte. Dieses Managerfortbildungsprogramm ermöglichte bis heute 258 aserbaidschanischen Managern die erfolgreiche Fortbildung in Deutschland. Finanziert wird das Programm vom Bundesministerium für Wirtschaft und Energie.[50]
- Das Twinning-Programm der EU unterstützt Staaten der Europäischen Nachbarschaft und potentielle EU-Beitrittskandidaten dabei, den Auf- und Ausbau von Verwaltungsstrukturen zu realisieren. Ziel ist es, dass genannte Nationen vergleichbare Verwaltungsstrukturen nach EU Vorbild etablieren können.[51] Mit acht Projekten unterstützt Deutschland Aserbaidschan im Twinning-Programm der EU. Damit ist Deutschland das aktivste und erfolgreichste Land im Rahmen der Verwaltungsstrukturförderung in Aserbaidschan.[40]
- Im November 2013 wurde Aserbaidschan durch die Kreditanstalt für Wiederaufbau ein Vorzugskredit in Höhe von 370 Millionen Euro bereitgestellt. Dieser wurde zweckgebunden für den Ausbau erneuerbarer Energien, sowie der Verbesserung der Wasserversorgung und Müllaufbereitung, bereitgestellt.[52]
- Im Auftrag des Bundesministeriums für wirtschaftliche Zusammenarbeit und Entwicklung unterstützt die Deutsche Gesellschaft für Internationale Zusammenarbeit Aserbaidschan seit 1995 beim Vorhaben eine Marktwirtschaft und Demokratie nach westlichem Vorbild aufzubauen. Hier steht vor allem die Beratung von Betrieben und Behörden außerhalb des Öl- und Gassektors im Vordergrund, um auch nach der Erschöpfung der Ölvorräte den Wohlstand im Land zu sichern. Das Erstellen von Businessplänen sowie Entwicklungs- und Marktanalysen gehört zu den angebotenen Leistungen. Neben der Zusammenarbeit im wirtschaftlichen Sektor unterstützt die Deutsche Gesellschaft für Internationale Zusammenarbeit auch im Umgang mit Umweltschutz, regenerativen Energien und Nachhaltigkeit.[53][54]

### Akademie-Austausch
Die Nationale Akademie der Wissenschaften Aserbaidschans arbeitet u. a. mit deutschen Wissenschaftlern zusammen.

## Sport
Beim umstrittenen Wembley-Tor von 1966 im Finale Deutschland gegen England wurde das spielentscheidende Tor für England durch den aserbaidschanisch-sowjetischen Linienrichter Tofiq Bəhramov (laut neuen Untersuchungen zu Unrecht) bestätigt und erst danach von Schiedsrichter Gottfried Dienst anerkannt.
Berti Vogts trainierte von 2008 bis 2014 die aserbaidschanische Fußballnationalmannschaft.